# Мингрельский 16-й гренадерский полк
16-й гренадерский Мингрельский Его Императорского Высочества Великого князя Дмитрия Константиновича полк — пехотная воинская часть Русской императорской армии.
Старшинство — с 15 декабря 1763 года.
Полковой праздник — 6 августа.

## История
- 15 декабря 1763 — Сформирован Украинского корпуса Орловский полк.
- 1810 — 41-й егерский полк.
- 21 марта 1834 — Из 3-го батальона Грузинского гренадерского, 2-го батальона Апшеронского пехотного, 1-го и 3-го батальонов 41-го и 2-го батальона 42-го егерских полков сформирован Мингрельский егерский полк.
- 14 июля 1841 — Приписан 6-й резервный батальон, сформированный для Кавказской резервной дивизии.
- 9 апреля 1856 — Мингрельский гренадерский полк.
- 17 апреля 1856 — Мингрельский пехотный полк.
- 1 июня 1860 — Мингрельский гренадерский Его Императорского Высочества великого князя Димитрия Константиновича полк
- 6 ноября 1863 — На базе 6-го резервного батальона сформирован 152-й пехотный Владикавказский полк.
- 25 марта 1864 — 16-й гренадерский Мингрельский Его Императорского Высочества великого князя Димитрия Константиновича полк.
- 1 августа 1874 — 4-й батальон отчислен на формирование 161-го пехотного Александропольского полка.
- 1884 — дарованы старшинство и знаки отличия 41-го егерского полка.
- 1914—1917 — Участвовал в Первой мировой войне.
- Июль 1916 — В местечке Сморгонь подвергся газовой атаке немцев, сопровождавшейся сильным артиллерийским огнём.

## Командиры полка
- 30.03.1834—04.02.1835 — полковник Краковский, Яков Петрович
- 04.02.1835—16.04.1846 — подполковник (с 18.05.1836 полковник, с 07.04.1846 генерал-майор) Казачковский, Павел Степанович
- 16.04.1846—01.03.1853 — полковник (c 08.04.1851 генерал-майор) Грекулов, Андрей Степанович
- 01.03.1853—13.04.1856 — полковник (с 21.03.1856 генерал-майор) Серебряков, Семён Осипович
- 13.04.1856—30.08.1860 — полковник Лагода, Константин Иванович
- 30.08.1860—25.03.1864 — полковник Астафьев, Михаил Иванович
- 29.03.1864—09.05.1871 — полковник Иолшин, Михаил Александрович
- 09.05.1871—09.01.1877 — полковник Петровский, Александр Иванович
- 09.01.1877—16.12.1877 — полковник князь Багратион-Мухранский, Константин Иванович
- 16.12.1877—18.10.1879 — полковник Озеров, Андрей Сергеевич
- 18.10.1879—04.04.1881 — полковник Юрковский, Евгений Корнилович
- 04.04.1881—09.01.1888 — полковник Энкель, Оттон Мангустович
- 09.01.1888—22.01.1894 — полковник Коленко, Григорий Дмитриевич
- 05.02.1894—15.09.1897 — полковник (с 14.05.1896 генерал-майор) великий князь Николай Михайлович
- 22.09.1897—19.08.1899 — полковник Попов, Николай Николаевич
- 20.08.1899—31.07.1900 — полковник Сиверс, Фаддей Васильевич
- 13.09.1900—11.04.1905 — полковник Карпов, Иван Владимирович
- 27.04.1905—13.05.1905 — полковник Невтонов, Владимир Фёдорович
- 14.06.1905—03.09.1908 — полковник Гильчевский, Константин Лукич
- 17.04.1908—12.06.1910 — полковник Аверьянов, Пётр Иванович
- 07.08.1910—09.11.1914 — полковник Никифораки, Иван Антонович
- 09.11.1914—07.12.1916 — полковник (с 18.01.1916 генерал-майор) князь Макаев, Авель Гаврилович
- 15.12.1916—18.09.1917 — полковник Трухачёв, Сергей Михайлович
- 30.09.1917—xx.xx.xxxx — полковник Шапошников, Борис Михайлович

## Шефы полка
- 19.10.1810—"01.09.1814" — генерал-майор Палицын, Иван Иванович
- 1.06.1860—xx.xx.xxxx — Великий князь Дмитрий Константинович

## Знаки отличия
1. Полковое знамя Георгиевское с надписью: «За отличную храбрость при взятии штурмом Турецкой крепости Ахалкалаки с 7 на 8 декабря 1811 г., за отличие в сражении на Ченгильских высотах 17 Июля 1854 г., за Кавказскую войну и за сражение 30 Сентября 1877 года при Хаджи-Вали» и «1763—1863». С Александровской юбилейной лентой. Высочайшие грамоты от 25.06.1850 г., 15.12.1863 г., 19.02.1868 г., 26.11.1878 г.
2. Знаки на головные уборы с надписью: «За отличие». Пожалованы 22.09.1830 г. Грузинскому гренадерскому, 41-му и 42-му егерским полкам за отличие в русско-персидскую 1826—27 гг. и в русско-турецкую 1828—29 гг. войны.
3. Две Георгиевские трубы с надписью: «За Кавказскую войну». Пожалованы 19.02.1868 г.
4. Георгиевский сигнальный рожок с надписью: «За отличие при покорении Западного Кавказа в 1864 году». Пожалован 20.07.1865 г. стрелковым ротам полка. Высочайшая грамота от 20.07.1865 г.
5. Петлицы на мундиры штаб-, обер-офицеров и нижних чинов. Пожалованы 13.10.1878 г. Высочайшая грамота от 26.11.1878 г.

## Нагрудный знак
Щит жёлтой эмали, на который наложен чеканенный вензель Великого Князя с гранатами в верхних углах. Вензель, корона и гранаты серебряные. Над щитом золотой одноглавый орёл, а под ним зелёный щиток с золотой литерой «L». Щит положен на серебряный венок, перевитый Георгиевской лентой, на которой висит белый Георгиевский крест. В низу щита золотые даты: «1860—1910». Орёл напоминает, что при основании полк назывался Орловским.

## Другие формирования этого имени
В русской армии существовал также и Мингрельский мушкетёрский полк (впоследствии егерский), он был сформирован в 1806 году и расформирован в 1834. Его наследником является 204-й пехотный Ардагано-Михайловский полк.

## Известные люди, служившие в полку
- Болтунов, Александр Дмитриевич — генерал-майор Генштаба
- Бреслер, Владимир Петрович — генерал-майор Генштаба
- Зощенко, Михаил Михайлович — штабс-капитан, писатель
- Калиновский, Анатолий Аполлонович — полковник, командир 267-го пехотного Духовщинского полка
- Квинитадзе, Георгий Иванович (1874—1970) — генерал-майор, главнокомандующий грузинской армией во время Гражданской войны.
- Князь Мадатов, Валериан Григорьевич — генерал-лейтенант, герой Отечественной войны 1812 года
- Маныкин-Невструев, Александр Иванович — генерал-лейтенант, герой Русско-турецкой войны 1877-1878 годов
- Попов, Иван Иванович — генерал-лейтенант
- Талышханов, Мир Кязим-бек — генерал-майор
- Шапошников, Борис Михайлович — Маршал Советского Союза, начальник Генштаба РККА, выдающийся советский военачальник и военный теоретик